# CA 바스티아
CA 바스티아(CA Bastia)는 프랑스 코르시카에 위치한 바스티아를 연고로 하는 축구팀이다. 이 팀은 1920년에 창단하였다.